# Казаковцевы
 Казаковцевы  — деревня в Орловском районе Кировской области. Входит в состав Орловского сельского поселения.

## География
Расположена на расстоянии примерно 8 км по прямой на север-северо-восток от райцентра города Орлова на правом берегу реки Вятка.

## История
Известна с 1671 года как починок Михалка Чермного с 3 дворами, в 1764 году 71 житель, в 1802 17 дворов. В 1873 году здесь (починок Михайла Черных) дворов 20 и жителей 143, в 1905 (починок Михайла Черных или Казаковцевы) 29 и 206, в 1926 (деревня Казаковцевы или Михайла Черных) 37 и 185, в 1950 28 и 81, в 1989 92 жителя. С 2006 по 2011 год входила в состав Кузнецовского сельского поселения.

## Население
Постоянное население составляло 75 человек (русские 99%) в 2002 году, 33 в 2010.

## Известные уроженцы
- Казаковцев, Аркадий Козьмич (1898—1970) — советский военачальник, генерал-лейтенант.